# 海南闪鳞蛇
海南闪鳞蛇（學名：Xenopeltis hainanensis）是闪鳞蛇科的一种。其种加词“hainanensis”意为“海南的”。

## 外部特征
体长约60—80厘米，尾巴很短。背面为蓝色，在阳光下有强烈的金属光泽。两侧最下3行背鳞间有1～2条断续白纵纹，最下一行背鳞灰白色，腹面白色，其余都为蓝褐色。尾巴比闪鳞蛇的尾巴要短得多，差别就在这。

## 生物学
栖息于海拔较低的地方。性谨慎隐蔽，昼伏夜出，白天很难见到其踪影.海南闪鳞蛇捕食蚯蚓，蛙类以及蛇类。

## 亚种
曾有两个亚种，现已取消：
- 海南闪鳞蛇普通种，仅分布于海南
- 海南闪鳞蛇大陆种，分布则较广，遍及中国南部。

## 现状
本种常在人类住处的后院出现，又有金属光泽，容易被发现，且因为反光常被误认为是毒蛇而大量捕杀。

## 保护
本种于2023年被收录入《有重要生态、科学、社会价值的陆生野生动物名录》。